# Star Screen Award/Bester Film
Der Star Screen Award Best Film ist eine Kategorie des indischen Filmpreises Star Screen Award.
Der Star Screen Award Best Film wird von einer angesehenen Jury der Bollywoodfilmindustrie gewählt. Die Gewinner werden jedes Jahr im Januar bekanntgegeben.
Yash Chopra hat diesen Preis bereits dreimal, Rakesh Roshan und Sanjay Leela Bhansali schon zweimal in Empfang genommen.
Liste der Gewinner:
| Jahr | Film                        | Deutscher Titel                          | Produzent                                                    |
| ---- | --------------------------- | ---------------------------------------- | ------------------------------------------------------------ |
| 1995 | Hum Aapke Hain Koun...!     | —                                        | Ajit Kumar Barjatya, Kamal Kumar Barjatya, Rajkumar Barjatya |
| 1996 | Dilwale Dulhania Le Jayenge | Wer zuerst kommt, kriegt die Braut       | Yash Chopra                                                  |
| 1997 | Raja Hindustani             | Raja Hindustani – Taxi ins Glück         | Dharmesh Darshan                                             |
| 1998 | Border                      | —                                        | Jyoti Prakash Dutta                                          |
| 1999 | Kuch Kuch Hota Hai          | Und ganz plötzlich ist es Liebe …        | Yash Johar                                                   |
| 2000 | Hum Dil De Chuke Sanam      | Ich gab dir mein Herz, Geliebter         | Sanjay Leela Bhansali                                        |
| 2001 | Kaho Naa... Pyaar Hai       | Liebe aus heiterem Himmel                | Rakesh Roshan                                                |
| 2002 | Lagaan                      | Lagaan – Es war einmal in Indien         | Aamir Khan                                                   |
| 2003 | Devdas                      | Devdas – Flamme unserer Liebe            | Bharat Shah                                                  |
| 2004 | Koi... Mil Gaya             | Sternenkind – Koi Mil Gaya               | Rakesh Roshan                                                |
| 2005 | Veer-Zaara                  | Veer und Zaara – Die Legende einer Liebe | Yash Chopra                                                  |
| 2006 | Black                       | —                                        | Sanjay Leela Bhansali                                        |
| 2007 | Lage Raho Munna Bhai        | —                                        | Rajkumar Hirani                                              |
| 2008 | Chak De! India              | Chak De! India – Ein unschlagbares Team  | Yash Chopra                                                  |
| 2009 | Jodha Akbar                 | Jodhaa Akbar                             | Ashutosh Gowariker                                           |
| 2010 | 3 Idiots                    | 3 Idiots                                 | Rajkumar Hirani                                              |
| 2011 | Udaan                       | —                                        | Anurag Kashyap                                               |
| 2011 | The Dirty Picture           | —                                        | Ekta Kapoor                                                  |
| 2012 | Zindagi Na Milegi Dobara    | Man lebt nur einmal                      | Farhan Akhtar, Ritesh Sidhwani                               |
| 2013 | Paan Singh Tomar            | —                                        | Ronnie Screwvala                                             |
| 2014 | Bhaag Milkha Bhaag          | —                                        | Rakeysh Omprakash Mehra                                      |
| 2015 | Queen                       | —                                        | Vikas Bahl                                                   |
| 2016 | Talvar                      | —                                        | Vishal Bhardwaj                                              |
| 2017 | Pink                        | —                                        | Pawan Kumar                                                  |
| 2018 | Dangal                      | —                                        | Aamir Khan Productions                                       |
| 2019 | Stree                       | —                                        | Dinesh Vijan                                                 |
| 2020 | Gully Boy                   | —                                        | Excel Entertainment                                          |